# محلول هيدروكسيد الصوديوم

لافتة تحذير ، مادة آكالة.

محلول هيدروكسيد الصوديوم محلول إذابة هيدروكسيد الصوديوم NaOH في الماء. وهو محلول قلوي يستخدم في الكيمياء كثيرا.
يذوب هيدروكسيد الصوديوم في الماء بسهولة مع نشر حرارة شديدة. ويحتوي المحلول المشبع منه في درجة حرارة الغرفة 1260 جرام من هيدروكسيد الصوديوم في 1 لتر ماء.
محلول هيدروكسيد الصوديوم من أكثر المحاليل المستخدمة في الكيمياء وفي مصانع الكيماويات. وتؤثر محاليا هيدروكسيد الصوديوم المركزة على البشرة بطريقة آكلة شديدة، وكذلك تؤثر المحاليل المخففة منه على قرنية العين بشدة تصل إلى العمى.
محلول هيدروكسيد الصوديوم بتركيز 1 مولار (1 لتر من محلول مائي مذاب فيه 1 مول NaOH أي (40 جرام) من هيدروكسيد الصوديوم). هذا المحلول يحتوي على 9و3% (وزنية) من هيدروكسيد الصوديوم، ويبلغ أسه الهيدروجيني pH =pH 14.
| تركيز NaOH (وزنية)%    | 4,0   | 10,0  | 20,0  | 30,0  | 40,0  | 50,0  |
| ---------------------- | ----- | ----- | ----- | ----- | ----- | ----- |
| تركيز NaOH ب مول/لتر   | 1,04  | 2,77  | 6,09  | 9,95  | 14,30 | 19,05 |
| NaOH جرام/لتر          | 41,7  | 110,9 | 243,8 | 398,3 | 572,0 | 762,2 |
| كثافة المحلول جرام/سم3 | 1,043 | 1,109 | 1,219 | 1,328 | 1,430 | 1,524 |

1 لتر يساوي 1000 سم3

## تحضيره
يحضر محلول هيدروكسيد الصوديوم بالتحليل الكهربائي لكلوريد الصوديوم ، وتتبع تلك الطريقة لإنتاج 65% من هذا المحلول في العالم. ينتج عن هذا التحليل غاز الكلور. وقد ساعد الاستخدام الكبير لمحلول هيدروكسيد الصوديوم على تطوير كيمياء الكلور، مثل استخدام الكلور في صناعة كلوريد البوليفينيل Polyvinylchlorid.
يحضر كذلك محلول هيدروكسيد الصوديوم (0.1N) بوزن مايقارب 4 غرام من المادة الصلبة النقية (A.R.NaOH) المتوفرة على شكل عيدان ( sticks) أو اقراص (pellets) على زجاجة ساعة (watch glass) واذابتها في لتر من الماء المقطر الخالي من CO2ويحفظ في قنينة زجاجية نظيفة تغطى بسداد مطاطي وترج جيدا ويبقى المحلول لغرض معايرتة مع مادة بايفثالات البوندتاسيوم النقية المجففة عند 105 درجة مئوية ودليل الفينولفثالين

## حفظه
لا يصح الاحتفاظ بمحلول هيدروكسيد الصوديوم في قوارير زجاجية مصنفرة الغطاء. من خلال الغطاء يمكن دخول ثاني أكسيد الكربون في القارورة، ويتفاعل في حيز عنق الزجاجة مكونا بيكربونات الصوديوم :
{\displaystyle \mathrm {NaOH+CO_{2}\longrightarrow NaHCO_{3}} }
تتسبب القشرة الملحية الناتجة في تصلب الغطاء. لذلك تستخدم قارورات من البلاستيك مثل البولي إيثيلين ذات غطاء قلاووظ أو بغطاء من المطاط.

## اقرأ أيضا
- تركيز
- عيارية Normality
- أسمولية Osmolarity
- كتلة جزيئية
- قانون فاعلية الكتلة
- مولية

## وصلات خارجية
- تجربة لتحديد التركيز المولي للخل باستخدام المعايرة-باللغة الإنكليزية